# Anastrepha anomala
Anastrepha anomala är en tvåvingeart som beskrevs av Stone 1942. Anastrepha anomala ingår i släktet Anastrepha och familjen borrflugor. Inga underarter finns listade i Catalogue of Life.